# 伊藤アイコ
伊藤 アイコ（いとう アイコ、1949年5月10日 - ）は、日本の歌手。東京都大田区出身。1960年代に、カバー・ポップスなどを吹き込んだ。
後年の言及やデータベースなどでは、伊藤アイ子とされている例もある。
伊藤アイコとして活動した後に伊藤アイ子→いとうあい子→伊藤愛子とレコード会社を移籍しつつ改名し活動を継続している。

## 経歴
実家は、羽田空港に近い鮮魚店であった。
もともと劇団ひまわりに所属し、共同映画が制作した教育映画への出演経験もあったが、12歳の頃にジャズ喫茶で歌っていたところを日本ビクターのディレクターに歌手としてスカウトされ、寺岡真三に師事することとなった。1962年のレコード・デビュー当時は順心女子学園（後の広尾学園）の中等部1年生であり、「ティーン・プリンセス」という愛称が付けられた。
映画への出演も、1963年の映画『競輪上人行状記』、1964年の映画『若い港』があった。
高校2年生であった1966年には、NHKテレビの『歌のメリーゴーラウンド』の司会となった。

## ディスコグラフィ

### おもなシングル
- 冷いティーン・クイーン / わたしは十三歳 - 1962年：PV-10：デビュー・シングル
- シェーナ・シェーナ / 白い渚のブルース - 1962年：PV-13
- レモンのキッス / ファンキールックのお嬢さん - 1962年：PV-18
- さいはての慕情 / スピーディー・ゴンザレス - 1962年：PV-21
- シェリー / ブルージンヴィーナス - 1962年：PV-29
- 太陽の下の18才 / サンライト・ツイスト - 1963年：PV-41
- チコと鮫 / 魅惑のタヒチ - 1963年：PV-46
- 悲しきハート / 恋の渚 - 1963年：PV-48
- 可哀そうな乙女 / 春はくる - 1963年：VS-1165
- 悲しき水兵さん - 1964年：SPV-6：B面は渡辺順子の「ウーキ・クーキ」
- ラッキー・セブン - 1964年：SV-56：B面は田辺エイ子の「ブルー・ポニー」
- さあ! オリンピックだ / 想い出の泉 - 1964年：VS-1194：A面は平尾昌章とのデュエット
- 恋の意気地なし / わたしの年頃 - 1965年：PV-49
- 恋するハート / そよ風にのって - 1966年：PV-58
- 危険な女神 - 1970年:LL10136J

シングル盤のほか、ソノシート、他の歌手とのカップリング盤なども出ていた。